# سان غورغو سو ليغنانو
سان غورغو سو ليغنانو ((بالإيطالية: San Giorgio su Legnano)‏) هي بلدية تقع في مقاطعة ميلانو في إقليم لومبارديا في شمال إيطاليا.

## الجغرافيا
تقع سان غورغو سو ليغنانو على بعد حوالي 20 كيلومترًا شمال غرب ميلانو.

## السكان
وفقًا لآخر تعداد سكاني في عام 2021، يبلغ عدد سكان سان غورغو سو ليغنانو 6819 نسمة.

## المعالم البارزة
- كنيسة سان غورغو
- ساحة البلدية
- نصب تذكاري للحرب العالمية الثانية

## وصلات خارجية
- (بالإيطالية) الموقع الرسمي لسان غورغو سو ليغنانو